# 역할연기
역할연기(役割演技) 또는 롤플레잉(roleplaying)은 현실에 일어나는 장면을 설정하고 여러 명의 사람들 각자가 맡은 역을 연기하여 비슷한 체험을 통해 특정한 일이 실제로 일어났을 때 올바르게 대처할 수 있게 하는 학습 방법들 가운데 하나이다.
다른 나라 말 등을 통해 회화를 배우거나 기업 등에서 고객에 어떻게 대처하는지를, 또 리더십을 몸에 배게 하는 등 넓은 분야의 교육에 이용된다. 실제와 비슷한 다양한 장면을 미리 체험함으로써 실제로 경험을 쌓은 것과 같은 효과를 낼 수 있다. 따라서 현실에 같은 장면을 마주할 때 어색함을 줄일 수 있고 빠르게 대처할 수 있는 이점이 있다.
역할연기 또는 롤플레잉이라는 낱말은 연극, 교육 환경과 같은 곳에 일상적으로 쓰인다.
- 연극, 교육 환경과 같은 역할연기에 쓰인다.
- 컴퓨터 롤플레잉 게임, 플레이 바이 메일 게임을 비롯한 오락에 폭넓게 쓰인다.
- 특히 롤플레잉 게임을 가리킨다.[1]

## 같이 보기
- 롤플레잉 게임